# Ungarische Zirkarie

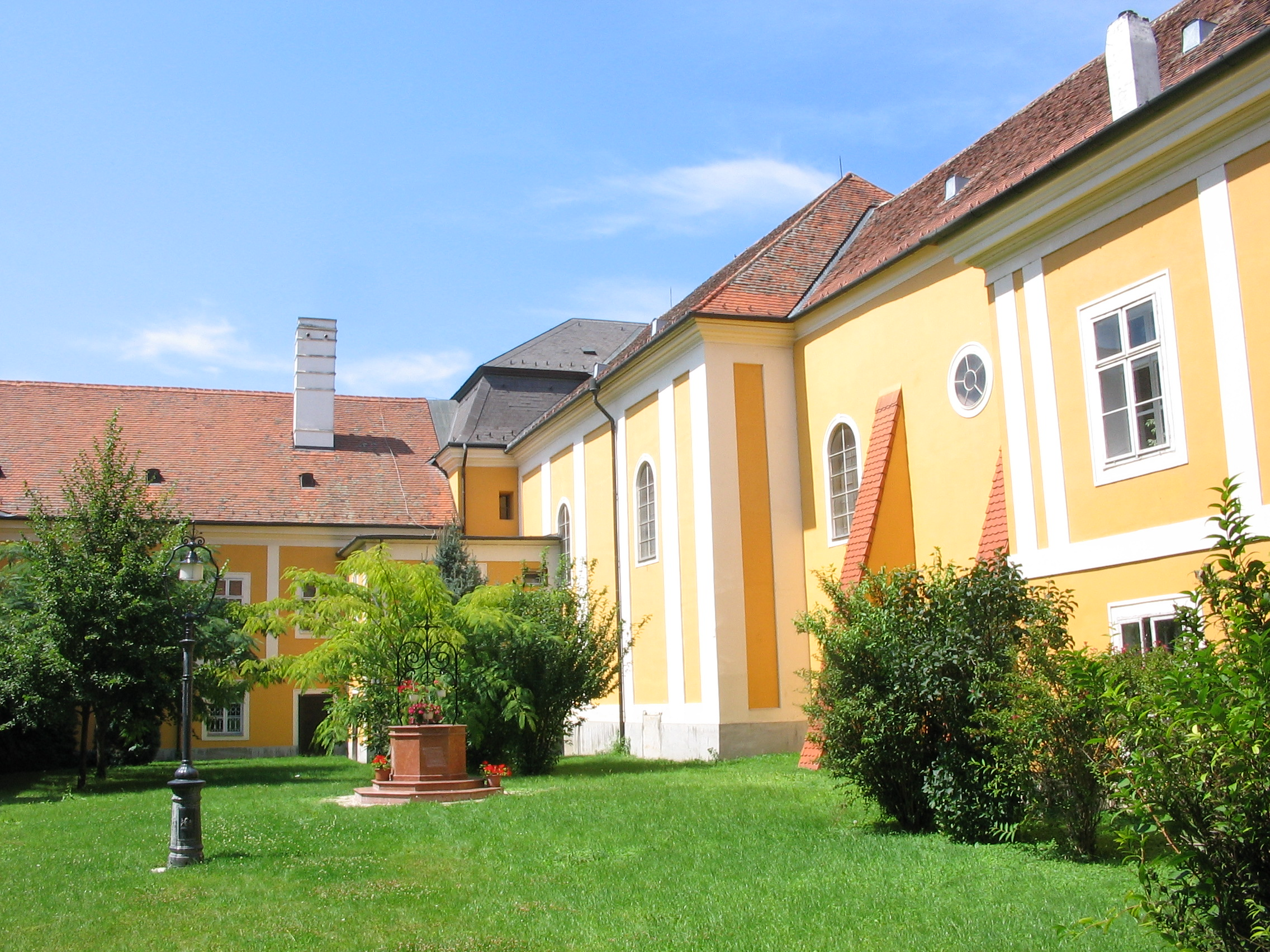
Propstei Csorna

Die Ungarische Zirkarie (lateinisch Circaria Hungarica, ungarisch Magyar Cirkária) ist ein Organisationsbezirk des Prämonstratenserordens.

## Gebiet
Die Zirkarie umfasst das Gebiet des historischen Königreichs Ungarn. Die Stifte liegen oder lagen in den heutigen Staaten Ungarn, Rumänien, Kroatien, Österreich und Slowakei.

### Bestehende Stifte
Die ungarische Zirkarie besteht gegenwärtig (2022) aus drei Propsteien.
- Propstei Csorna, wieder seit 1989
- Propstei Gödöllő, wieder seit etwa 1989
- Propstei Oradea, Rumänien

Die Propstei Zsámbék gehört zu keiner Zirkarie, das Kloster Jasov zur böhmischen Zirkarie.

### Historische Stifte

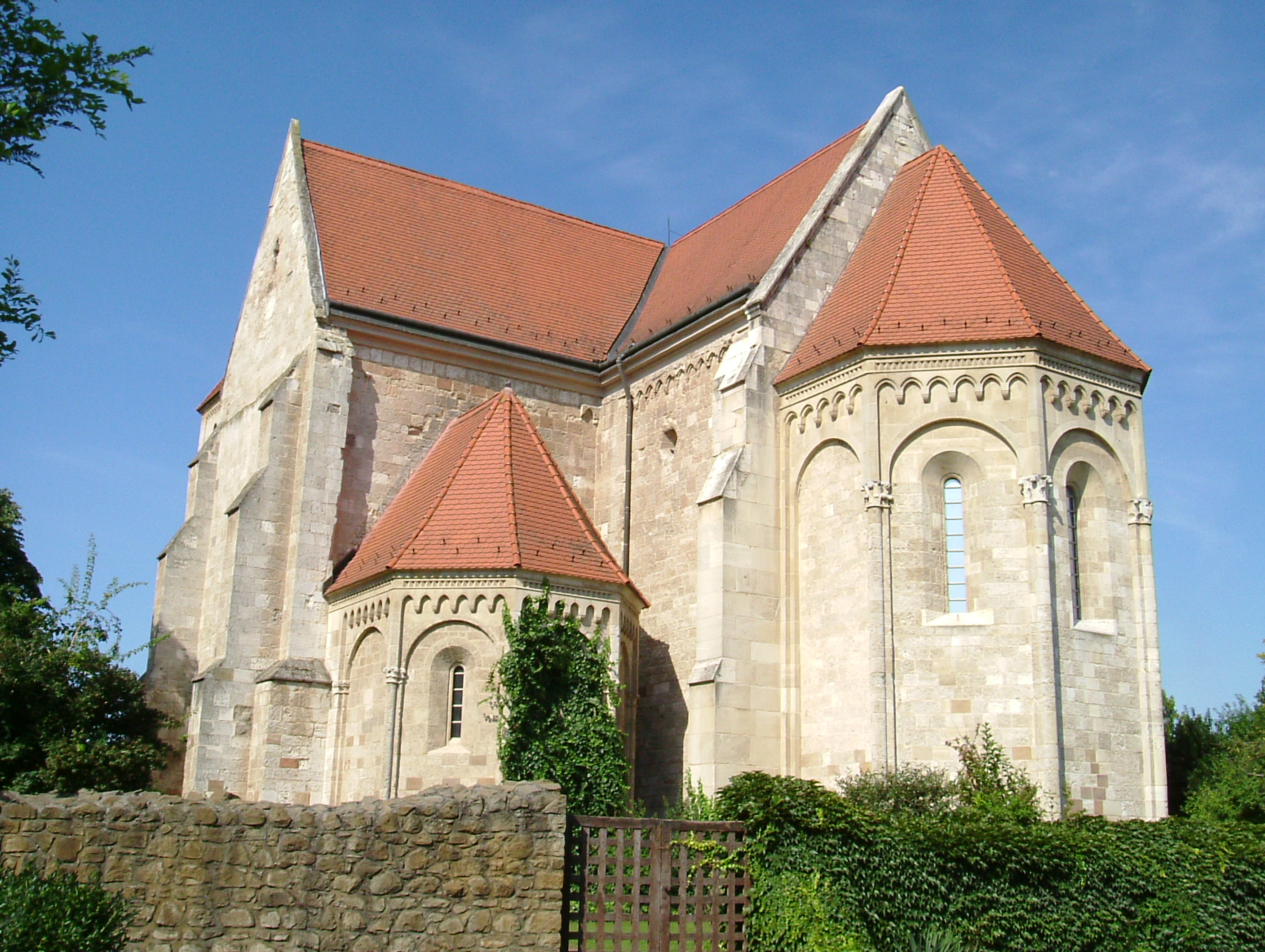
Prämonstratenserklosterkirche in Ócsa

Einige Ortsnamen sind nur schwer oder gar nicht zu ermitteln. Angegeben sind meist die ungarischen Namensformen, die modernen rumänischen, slowakischen und kroatischen Namen müssen teilweise noch ermittelt werden.
- Abrany, jetzt in Rumänien
- Adony (Nyíradony), 1245/60– um 1543
- Almas, jetzt in Rumänien
- Beny, jetzt in der Slowakei
- Bozók (Bzok), jetzt in der Slowakei
- Cheim (Keme)
- Csorna, um 1180–1786, 1802–1950, seit 1989
- Csut
- Darnó
- Drozo
- Garáb
- Gedir
- Gödöllő, 1923–1950, seit 1989 ohne Zirkarie
- Hatvan
- Hermannstadt (Sibiu), um 1211/41, Prämonstratenserinnen, jetzt in Rumänien
- Horpács
- Insula Lazari
- Ivanič, jetzt in der Slowakei
- Jánoshida
- Jasov (Jászó), jetzt in der Slowakei, seit 1924 in der tschechoslowakischen Zirkarie
- Kaposfő
- Kökényes
- Kronstadt (Braşov), um 1211/41, Prämonstratenserinnen, jetzt in Rumänien
- Leles (Lelesz), jetzt in Rumänien
- Majk
- Meszes
- Móriczhida
- Nagyolasz, jetzt in Kroatien
- Nyulakszigete
- Ócsa, 1234–um 1786
- Pályi
- Pók
- Rajk
- Rátót
- Saág
- Sadium
- Somlyovásárhely
- Szalankemen
- Szeged
- Türje, vor 1230–um 1550, 1720–1785, 1802–1950
- Turocz (Turc), jetzt in der Slowakei
- Varadhegyfok
- Zich, jetzt in Rumänien
- Zopriza, jetzt in der Slowakei
- Zsámbék, 1234–1475, dann Basilianer, wieder seit 1989 Prämonstratenser
- Zsidó
- Albei
- Aszod
- Dénesmonostor
- Magedlin
- Misle
- Petermonostor (St. Peter)
- St. Augustinus
- Zemlen

Unsichere Niederlassungen
- Ahirlos
- Aicska
- Čazma
- Csudany
- Curzola
- Felsőőr
- Haj
- Hanta
- Insula St. Birgittae
- Isagrabia
- Landek
- Raducium
- Rochenitz (Rohoncz)
- St. Crux
- St. Michael
- Steinbach
- Zarn (Zardua)

## Geschichte
Seit etwa 1175 gab es Prämonstratenserstifte in Ungarn. Im 16. Jahrhundert wurden die meisten durch die osmanische Eroberung oder durch die Reformation aufgelöst. Im 17. Jahrhundert entstanden einige neu. Die Zirkarie Ungarn wurde 1786 durch Kaiser Joseph II. (Josephinische Reformen) geschlossen. Seit 1802 wurden einige Stifte wieder erneuert. 1883 wurde eine neue österreichisch-ungarische Zirkarie gebildet, 1889 eine eigenständige ungarische Zirkarie. 1919 wurde das Königreich Ungarn aufgelöst und das Territorium des Landes verkleinert, die ungarische Zirkarie blieb aber in den alten Grenzen bestehen.
Um 1950 wurden alle Prämonstratenserstifte in Ungarn, Rumänien und der Slowakei aufgelöst. Seit 1989 entstanden einige wieder neu.